# San Justo (ort)
San Justo är en ort i Argentina.   Den ligger i provinsen Entre Ríos, i den centrala delen av landet, 240 km norr om huvudstaden Buenos Aires. San Justo ligger 44 meter över havet och antalet invånare är 1 473.
Terrängen runt San Justo är mycket platt, och sluttar österut. Närmaste större samhälle är Concepción del Uruguay, 19,0 km öster om San Justo.
Trakten runt San Justo består i huvudsak av gräsmarker. Runt San Justo är det glesbefolkat, med 19 invånare per kvadratkilometer.